# Белсхил
Белсхѝл (на английски: Bellshill) е град в централната част на Шотландия. Разположен е в област Северен Ланаркшър на 14,5 km югоизточно от Глазгоу. За първи път се споменава като село Белмил през 1654 г. През 1810 г. е основано ново селище с името Белсхил. Има жп гара. Областният център Мъдъруел се намира на 3,5 km южно от Белсхил. Население около 30 000 жители към 2001 г.

## Спорт
Представителният футболен отбор на града носи името ФК Белсхил Атлетик. Има аматьорски статут.

## Личности
Родени
- Мат Бъзби (1909-1994), футболист и треньор
- Шийна Истън (р. 1959), поппевица
- Робин Кук (1946-2005), политик
- Али Маккойст (р. 1962), футболист и треньор
- Джеймс Макпайк (р. 1984), футболист